# Apomecyna papuana
Apomecyna papuana es una especie de escarabajo longicornio del género Apomecyna, subfamilia Lamiinae. Fue descrita científicamente por Breuning en 1943.
Se distribuye por Oceanía, en Papúa Nueva Guinea, en la ciudad de Angoram (provincia de East Sepik). Posee una longitud corporal de 8 milímetros. El período de vuelo de esta especie ocurre únicamente en el mes de agosto.

## Sinonimia
- Apomecyna papuana m. baloghi Breuning, 1975.[2]